# Ilse Bergbau AG

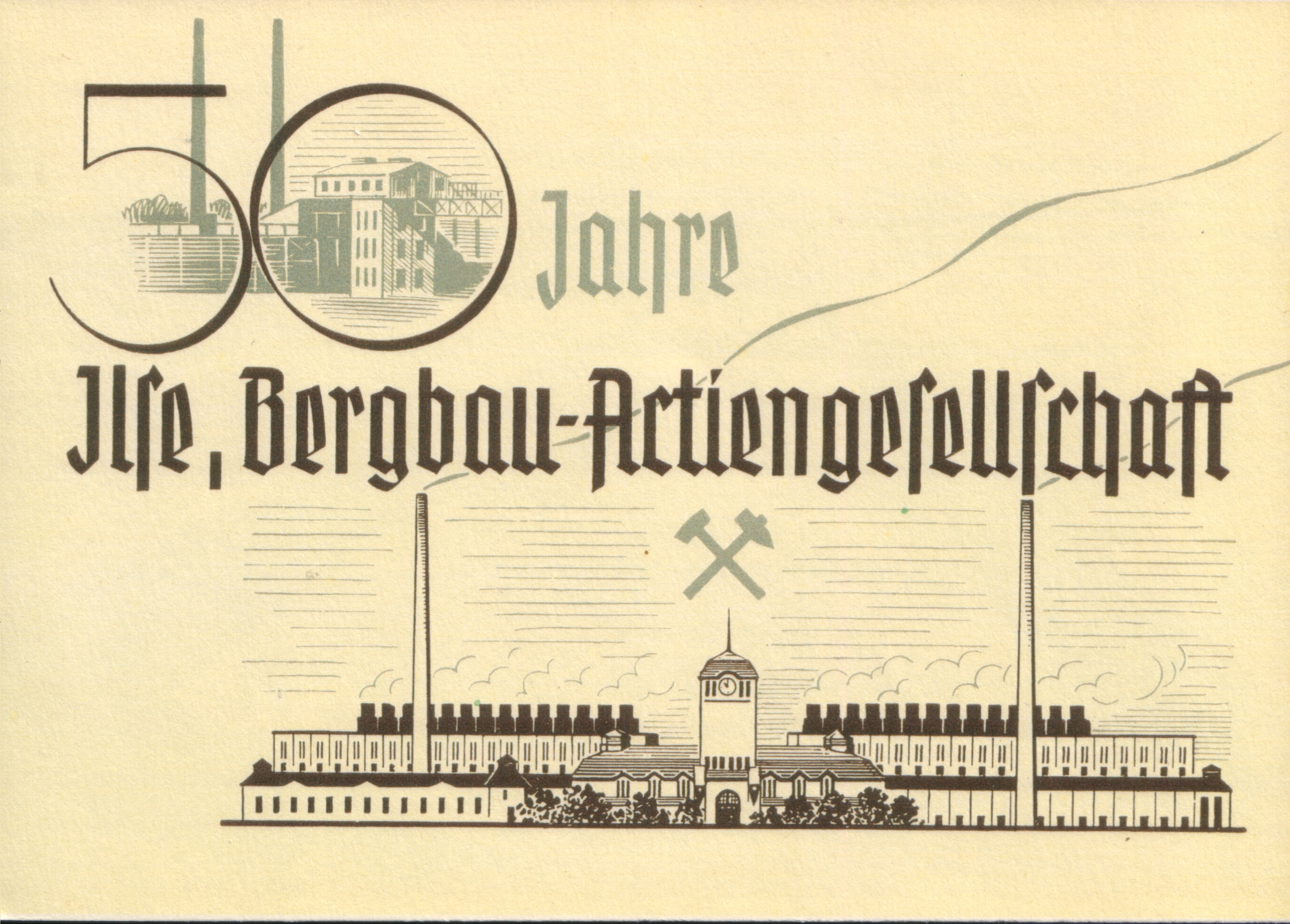
Werbegrafik von Kurt Fiedler

Die Ilse Bergbau AG war im 20. Jahrhundert eines der führenden Bergbauunternehmen in der Lausitz.

## Geschichte

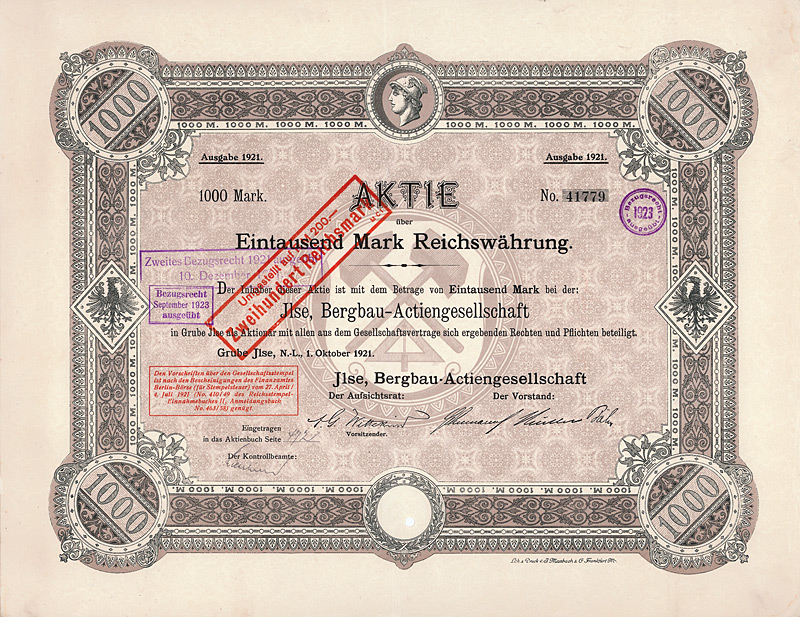
Aktie über 1000 Mark der Ilse Bergbau AG vom 1. Oktober 1921

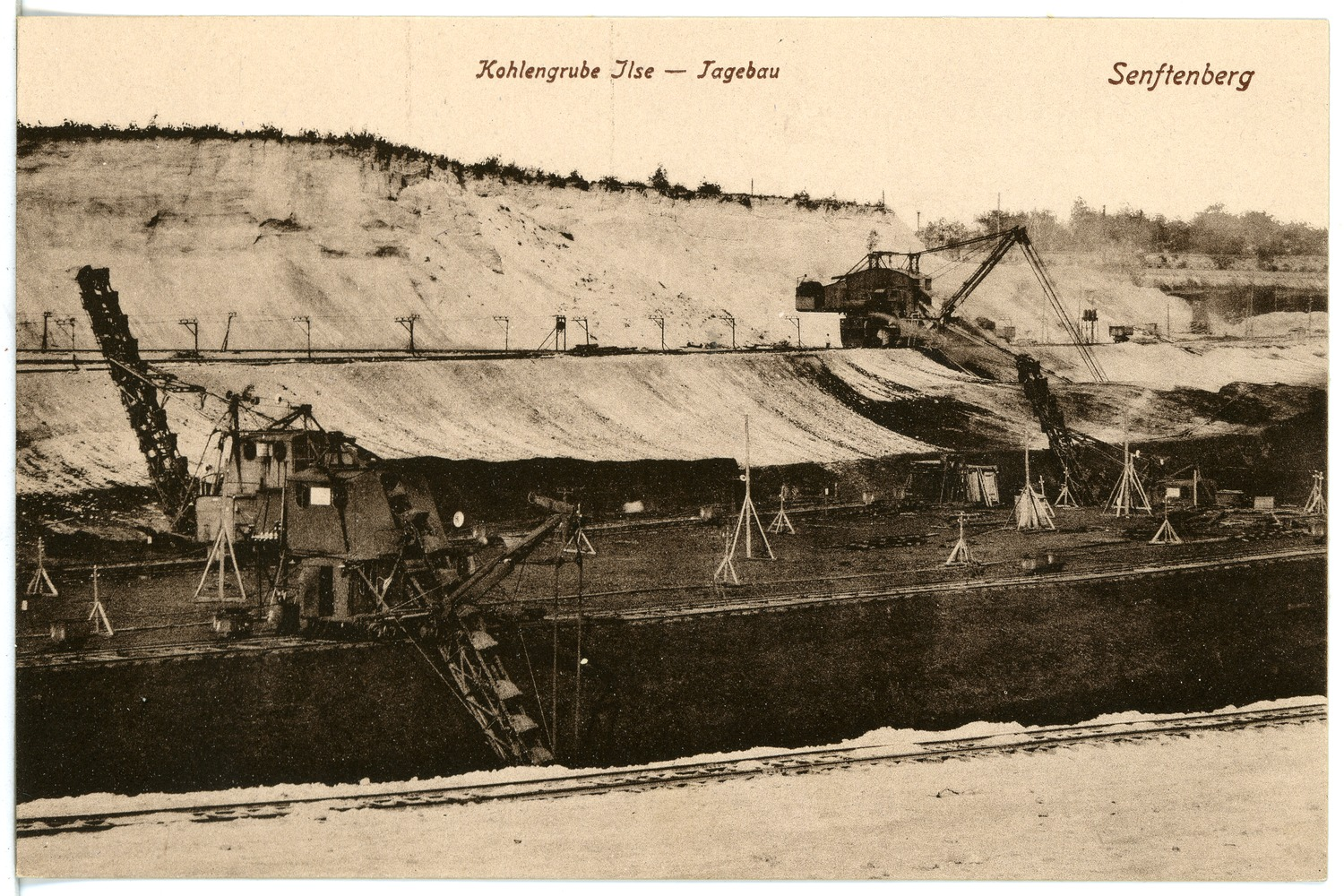
Kohlegrube Ilse bei Senftenberg (1918)

1871 siedelte sich das Berliner Chemieunternehmen Kunheim & Co. in Bückgen bei Großräschen in der Lausitz an, kaufte einige Grubenfelder und errichtete eine Oxalsäurefabrik. Das in großen Mengen benötigte Brennmaterial wurde in der Grube Ilse im Tiefbau gefördert. Der stark tonhaltige Abraum, den man zwangsläufig als Nebenprodukt hob, wurde in der zeitgleich errichteten Ziegelei verarbeitet. 1879 kam noch eine Brikettfabrik hinzu. 1888 wurde der gesamte Geschäftsbereich des Braunkohleabbaus und der Kohleveredlung ausgegliedert, es entstand die Ilse Bergbau AG.
Bis um 1900 wurden durch das Unternehmen zahlreiche Gruben aufgeschlossen und Brikettfabriken errichtet. Bereits 1885 wurden auf der Grube Ilse der Tagebaubetrieb eingeführt und moderne Dampfbagger zur Abraumberäumung eingesetzt. Bei der Erschließung der Grube Marga 1906 wurde die Brunnenentwässerung eingeführt, 1912 wurden die ersten Kohlebagger eingesetzt. Im Jahr 1906 wurde Gottlob Schumann zum Generaldirektor der Ilse Bergbau AG berufen.
Die Ziegelei des Unternehmens erlangte durch die anspruchsvolle Herstellung von Figuren des Bildhauers Ernst Barlach auch Bedeutung in der Kunstgeschichte, während die als Arbeitersiedlung für das Unternehmen errichtete Gartenstadt Marga bei Brieske als früheste – wenngleich nur teilweise – Umsetzung des Gartenstadt-Gedankens in Deutschland gilt.
Im Bereich der Rekultivierung der ausgekohlten Braunkohlentagebaue beteiligte sich die Ilse Bergbau AG mit der Aufforstungs-Kommission an einer frühen unternehmerischen Umweltinitiative. Wenngleich die Bergbaubetriebe damit in erster Linie auf öffentlichen Unmut reagierten und 1932 mit der Preußischen „Mutterbodenrichtlinie“ erstmals eine Verpflichtung zur Wiederherstellung der Landschaft erlassen wurde.
Im Zuge einer feindlichen Übernahme erlangte ab dem Jahr 1929 der jüdische Industrielle Ignaz Petschek (Aussig) die Aktienmehrheit. Im Jahr 1934 wurde die Gesellschaft ein Gründungsmitglied der Braunkohle-Benzin AG (Brabag) und belieferte fortan jährlich mit über einer Million Tonnen Rohbraunkohle das Brabag-Werk in Schwarzheide. Nach der Enteignung der Ignaz-Petschek-Erben erwarb die VIAG AG ab 1939 die Aktienmehrheit der Ilse Bergbau AG, die schon zuvor 27 % der Anteile hielt.
Durch Stilllegungen und Demontagen durch die sowjetische Besatzungsmacht verlor das Unternehmen nach Kriegsende 1945 etwa die Hälfte seiner Anlagen. 1947 kam es zur völligen Enteignung der Ilse-Werke in der Sowjetischen Besatzungszone. Ein kleiner Teil des Unternehmensvermögens wurde in den Westen Deutschlands überführt und verhalf zum Erwerb eines Braunkohlenbergwerkes auf dem Hohen Meißner in Nordhessen, das 1949 aufgrund fehlender liquider Mittel zum Grubenausbau verpachtet wurde.
1950 erwarb die Ilse Bergbau AG 13 Felder im rheinischen Braunkohlerevier nahe Jüchen. Diese wurden 1956/1957 verkauft, und der Erlös wurde in Anteilen der Rheinisch-Westfälische Elektrizitätswerke AG (RWE) angelegt. Die RWE-Aktien wurden ab 1964 schrittweise verkauft und die Erlöse in den Kraftwerksbau investiert. Nach Beteiligung der Bayernwerk AG an der 1964 gegründeten Tochtergesellschaft Ilse Energie- und Industrieanlagen GmbH mit Sitz in Düsseldorf erfolgte 1966 die Umbenennung dieser in Ilse Bayernwerk Energieanlagen GmbH.
1973 wurde ein Energieabführungsvertrag mit der VIAG geschlossen. 1994 kam es zur Verschmelzung der Tochtergesellschaft mit dem Mutterkonzern Ilse Bergbau AG, der dann nach seiner Liquidation im Unternehmensvermögen der VIAG aufging.
Zwischen 1993 und 1999 kam es zu Bemühungen um Entschädigung und Rückerstattung für die Enteignungen in der Sowjetischen Besatzungszone. Die Erben der enteigneten Familie Petschek meldeten gleichzeitig Ansprüche an Anteilen der Braunkohlebetriebe Laubag und Mibrag an, die allerdings ohne weitere Entschädigung der Petschek-Erben durch die Treuhand-Nachfolgerin BvS an deutsche und anglo-amerikanische Investoren verkauft wurden.